# С оне стране
„С оне стране” (енгл. From Beyond) је приповетка америчког писца Хауарда Филипса Лавкрафта, написана у новембру 1920. и први пут објављена у часопису The Fantasy Fan у јуну 1934. године.

## Радња
Прича је испричана из перспективе неименованог приповедача и детаљно описује његова искуства са научником по имену Крофорд Тилингаст. Тилингаст је створио електронски уређај који емитује резонантне таласе, који стимулише епифизу онога који му је подвргнут, омогућавајући му да перципира нивое постојања изван оквира прихваћене стварности.
Бивајући подвргнут уређају, приповедач постаје свестан прозирног, међудимензионалног окружења које се преклапа са нашом перцепцијом стварности. Из ове перспективе, он сведочи хордама неописивих чудних и ужасних створења. Тилингаст открива да је искористио свој уређај како би пребацио своје слуге у област преклапајуће стварности. Он такође открива да уређај функционише у оба смера и омогућава међудимензионалним створењима да живе у алтернативној димензији, као и да опажају људе. Његове слуге је напао и убио један такав међудимензионални ентитет, за који Тилингаст говори приповедачу да се сада налази одмах иза њега. Ужаснут, приповедач вади пиштољ и пуца у уређај, уништавајући га. Тилингаст умире одмах након тога од последица апоплексије. Полиција истражује место догађаја и евидентира да је Тилингаст убио своје слуге, упркос томе што њихови остаци никада нису пронађени.

## Ликови
Најбољи пријатељ приповедача, Тилингаст, истраживач је „физичког и метафизичког”. Приповедач га карактерише као човека „осећаја и акције”, описујући његову физичку трансформацију након што успе у својим експериментима: „Није пријатно видети стаситог човека како нагло мршави, а још је горе када врећаста кожа пожути или посивеле, очи упале, заокружене и необично блиставе, чело са жилама и наборано, а руке почну да дрхте и да се трзају.”
У првом нацрту приче, Лавкрафт је лика назвао Хенри Енсли; заменио је то име другим састављеним од два стара презимена из Провиденса. У Случају Чарлса Декстера Ворда, Лавкрафт помиње „искушене солисте који су били у посади... у великим бригадама Брауна, Крофорда и Тилингаста”; Џејмс Тилингаст и Елиза Тилингаст су споредни ликови у тој причи.

## Повезана дела
С. Т. Џоши истиче да се тема приповетке о „стварности изван оне коју нам откривају чула, или оне коју доживљавамо у свакодневном животу”, наставља у каснијим Лавкрафтовим причама, као што су „Уклета кућа” (1924), „Боја изван овог свемира” (1927), „Снови у вештичјој кући” и др. На пример, у „Уклетој кући”, приповедач каже да су нас „научно проучавање и размишљање научили да познати универзум од три димензије обухвата само један део целокупног космоса супстанце и енергије”.

## Пријем
Књига Научна фантастика: Ране године описује концепте ове приповетке као „веома занимљиве, упркос крутом, незрелом писању”. С. Т. Џоши је оценио да је „мало вероватно да ће се 'С оне стране'... икада сматрати једном од Лавкрафтових бољих прича”, због „њеног немарног стила, мелодраматичног ексцеса и опште баналности заплета”. Џоши је такође сматрао да је Тилингастово позивање на епифизу шала на рачун Ренеа Декарта, који је теоретисао да је ова жлезда тачка посредовања између материјалног тела и нематеријалне душе.

## Адаптације
Приповетка је адаптирана као филм Из друге димензије из 1986. режисера Стјуарта Гордона. У филму, др Крофорд Тилингаст (којег глуми Џефри Кумс) има другачију улогу, као опрезни помоћник помахниталог, опсесивног др Едварда Преторијуса. Приповетка је такође била инспирација за хорор филм Banshee Chapter из 2013. године.